# Don Self
Don Self is een personage uit de televisieserie Prison Break. Hij wordt gespeeld door de acteur Michael Rapaport. Hij wordt geïntroduceerd in de eerste aflevering van het vierde seizoen: Scylla. Hij is een agent van Homeland Security
Don Self werkt voor Homeland Security. Hij werkt, samen met een aantal andere mensen, aan het neerhalen van The Company. Daarvoor moet hij Scylla bemachtigen. Hij is al jaren bezig met het bedenken van een manier om die te pakken te krijgen. Wanneer Michael wordt opgepakt ziet Self zijn kans. Ondertussen worden een aantal van Michael zijn vrienden opgepakt, waaronder Lincoln, Fernando, Alex Mahone en Bellick. Hij biedt Michael zijn vrijheid aan in ruil voor Scylla. Na wat getwijfel accepteert Michael dit aanbod.
Aan het einde van Breaking & Entering komen Michael en zijn crew erachter dat Scylla uit zes geheugenkaarten bestaat. Michael is verontwaardigd over het feit dat Self dit niet verteld had. Self blijkt hier echter ook niets van te weten. Wanneer Self dit aan zijn superieuren vertelt besluiten zij de missie af te blazen. Iedereen betrokken bij deze missie wordt weer opgepakt en moet naar de gevangenis. Michael had een video gemaakt van alle zes kaarthouders met zijn mobiel. Dit overtuigde Self om zelf door te gaan met de missie. Hij kreeg hierop te horen van zijn superieuren dat hij geen hulp meer van hen kreeg. Aan het einde van seizoen 4 ligt hij in het ziekenhuis en krijgt hij door iemand van de company een middel toegediend waardoor hij geen zuurstof meer krijgt. Hierdoor heeft hij geestelijke beperkingen gekregen en is het een zoutzak geworden.